# Saint-Aignan-des-Noyers
Saint-Aignan-des-Noyers és un municipi francès, situat al departament de Cher i a la regió de Centre – Vall del Loira. L'any 2007 tenia 97 habitants.

## Demografia

### Població
El 2007 la població de fet de Saint-Aignan-des-Noyers era de 97 persones. Hi havia 36 famílies, de les quals 12 eren unipersonals (12 homes vivint sols), 16 parelles sense fills, 4 parelles amb fills i 4 famílies monoparentals amb fills.
La població ha evolucionat segons el següent gràfic:
Habitants censats

### Habitatges
El 2007 hi havia 63 habitatges, 41 eren l'habitatge principal de la família, 12 eren segones residències i 11 estaven desocupats. Tots els 62 habitatges eren cases. Dels 41 habitatges principals, 31 estaven ocupats pels seus propietaris i 10 estaven llogats i ocupats pels llogaters; 1 tenia una cambra, 3 en tenien dues, 8 en tenien tres, 7 en tenien quatre i 22 en tenien cinc o més. 24 habitatges disposaven pel capbaix d'una plaça de pàrquing. A 20 habitatges hi havia un automòbil i a 16 n'hi havia dos o més.

### Piràmide de població
La piràmide de població per edats i sexe el 2009 era:
| Homes | Edats   | Dones |
| ----- | ------- | ----- |
| 0     | 95 o +  | 0     |
| 0     | 90 a 94 | 0     |
| 4     | 85 a 89 | 0     |
| 0     | 80 a 84 | 0     |
| 0     | 75 a 79 | 0     |
| 4     | 70 a 74 | 0     |
| 4     | 65 a 69 | 4     |
| 0     | 60 a 64 | 4     |
| 0     | 55 a 59 | 0     |
| 8     | 50 a 54 | 4     |
| 4     | 45 a 49 | 4     |
| 0     | 40 a 44 | 0     |
| 0     | 35 a 39 | 0     |
| 0     | 30 a 34 | 4     |
| 0     | 25 a 29 | 4     |
| 4     | 20 a 24 | 0     |
| 0     | 15 a 19 | 0     |
| 4     | 10 a 14 | 0     |
| 4     | 5 a 9   | 0     |
| 0     | 0 a 4   | 8     |

## Economia
El 2007 la població en edat de treballar era de 55 persones, 39 eren actives i 16 eren inactives. De les 39 persones actives 35 estaven ocupades (19 homes i 16 dones) i 5 estaven aturades (3 homes i 2 dones). De les 16 persones inactives 8 estaven jubilades, 2 estaven estudiant i 6 estaven classificades com a «altres inactius».
Activitats econòmiques
Dels 3 establiments que hi havia el 2007, 1 era d'una empresa de comerç i reparació d'automòbils, 1 d'una empresa d'hostatgeria i restauració i 1 d'una empresa de serveis.
L'únic servei als particulars que hi havia el 2009 era un restaurant.
L'any 2000 a Saint-Aignan-des-Noyers hi havia 8 explotacions agrícoles que ocupaven un total de 824 hectàrees.

## Poblacions més properes
El següent diagrama mostra les poblacions més properes.